# مات فرنسيس
مات فرنسيس هو لاعب هوكي الجليد كندي، ولد في 27 سبتمبر 1985 في سوري في كندا.

## وصلات خارجية
- مات فرنسيس على موقع دوري الهوكي الوطني (الإنجليزية)
- مات فرنسيس على موقع EliteProspects.com (الإنجليزية)
- مات فرنسيس على موقع HockeyDB.com (الإنجليزية)